# Lori Black
Lori Alden Black, née le 9 avril 1954 à Los Angeles (Californie), aussi connue sous le nom de Lorax, est une musicienne de rock.

## Biographie
Elle est la fille de Shirley Temple Black et de l'homme d'affaires californien Charles Alden Black.
Elle joua de la guitare basse pour Clown Alley (en) et les Melvins.
Elle rejoignit ces derniers lorsque le groupe se transféra de l'État de Washington en Californie, jouant avec eux de 1987 à 1991 et partiellement en 1993, et participant aux albums Ozma, Bullhead, Eggnog et Your Choice Live Series Vol.12 (en).
Depuis l'expérience avec les Melvins elle n'a rejoué avec aucun autre groupe.

## Sources
- (en) Cet article est partiellement ou en totalité issu de l’article de Wikipédia en anglais intitulé « Lori Black » (voir la liste des auteurs).

- (it) Cet article est partiellement ou en totalité issu de l’article de Wikipédia en italien intitulé « Lori Black » (voir la liste des auteurs).